# Zărnești
Zărnești ([zərˈneʃtʲ]) (del húngaro: Zernest o Zernyest) es una ciudad de Rumania en el distrito de Brașov.

## Historia
Primera mención en 1373.

## Demografía
Según estimación 2012 contaba con una población de 26 079 habitantes.
| 1948 | 1956  | 1966   | 1977   | 1992   | 2002   | 2012   |
| s/d  | 6 673 | 17 628 | 23 288 | 26 329 | 25 299 | 26 079 |